# Ларсен, Лиса
Ли́са Ла́рсен (швед. Lisa Larsen; род. 25 декабря 1990, Стокгольм) — шведская лыжница, призёрка этапа Кубка мира, многократная призёрка чемпионата мира среди молодёжи. Специализируется в дистанционных гонках.

## Карьера
В Кубке мира Ларсен дебютировала в 2009 году, в ноябре 2012 года единственный раз в карьере попала в тройку лучших на этапе Кубка мира, в эстафете. Кроме этого на сегодняшний момент имеет 3 попадания в десятку лучших на этапах Кубка мира, 2 в командных гонках и 1 в личных. Лучшим достижением Ларсен в общем итоговом зачёте Кубка мира является 84-е место в сезоне 2009-10.
За свою карьеру в чемпионатах мира и Олимпийских играх участия пока не принимала. В период с 2008 по 2010 годы завоевывала 3 серебряные и 2 бронзовые медали на молодёжных чемпионатах мира.
В 2021 году приняла участие в чемпионате мира по ориентированию на лыжах и заняла первое место на длинной дистанции.
Использует лыжи и ботинки производства фирмы Atomic.